# آرائیک ماروتیان
آرائیک ویتالی ماروتیان (ارمنی: Արայիկ Մարության; آلمانی: Araik Witali Marutjan؛ زادهٔ ۱۵ اوت ۱۹۹۲ در آرماویر) یک بوکسور آماتور ارمنی‌تبار اهل آلمان است که  در مسابقات کشوری و بین‌المللی در مجموع برندهٔ ۱ مدال نقره، ۱ مدال برنز شده‌است.